# Kathleen Wynne

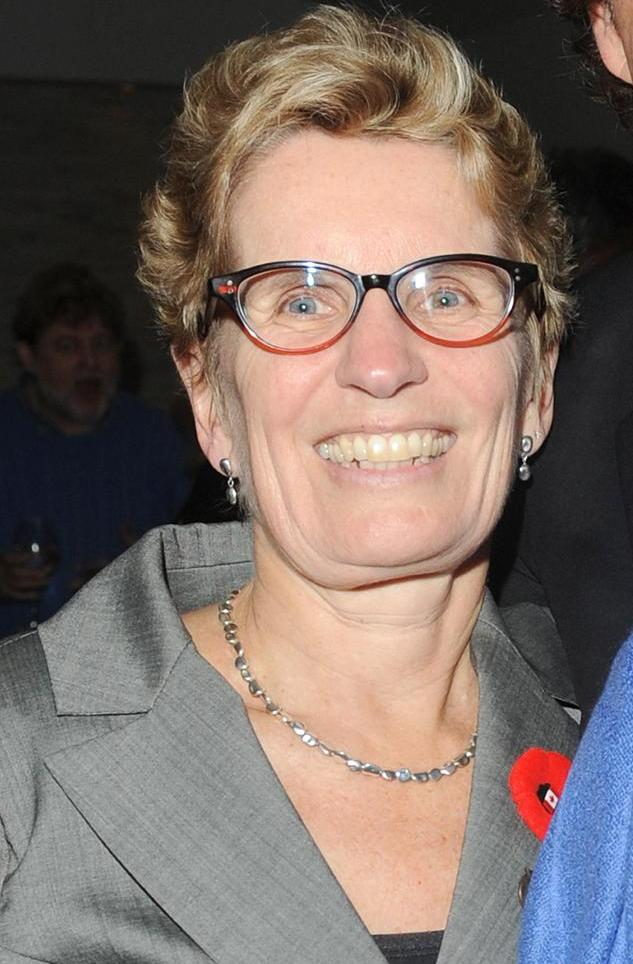
Kathleen Wynne (2012)

Kathleen Wynne (* 21. Mai 1953 in Richmond Hill, Ontario) ist eine kanadische Politikerin der Ontario Liberal Party und ehemalige Premierministerin von Ontario.

## Leben
Wynne studierte an der Queen’s University in Kingston. Sie wurde Mitglied der Ontario Liberal Party. Sie wurde 2003 als Nachfolgerin von David Turnbull Abgeordnete in der Legislativversammlung von Ontario für den Wahlbezirk Don Valley West.
Als Nachfolgerin von Dalton McGuinty war Wynne von Februar 2013 bis Juni 2018 Premierministerin der Provinz Ontario.
In erster Ehe war sie mit Phil Cowperthwaite von 1977 bis 1990 verheiratet, mit dem sie drei Kinder hat. In zweiter Ehe heiratete sie Jane Rounthwaite. Damit ist sie die erste Frau und die erste offen homosexuell lebende Person im Amt der Premierministerin von Ontario. Wynne wohnt in Toronto.